# سن وندمیانو
سن وندمیانو (به ایتالیایی: San Vendemiano) یک کومونه در ایتالیا است که در استان ترویزو واقع شده‌است.

## خصوصیات
سن وندمیانو ۱۸ کیلومترمربع مساحت و ۹٬۸۲۳ نفر جمعیت دارد و ۴۶ متر بالاتر از سطح دریا واقع شده‌است.

## خواهرخوانده
شهر نوا گریتسا خواهرخواندهٔ سن وندمیانو هست.